# Günther Schlund
Günther Schlund (* 2. Juli 1928 in Schwerin; † 2. November 2004 in Egliswil) war ein deutsch-schweizerischer Hornist. Er stammte aus einer Arzt- und Musikerfamilie.

## Biographie
Nach Studien an den Musikhochschulen von Schwerin und München wirkte Schlund zunächst als Solohornist im Stadtorchester Winterthur (heute Musikkollegium Winterthur) unter Hermann Scherchen. Anfangs der fünfziger Jahre wechselte er, ebenfalls als Solohornist, zum Tonhalle-Orchester Zürich und hatte diese Position über vier Jahrzehnte bis zu seiner Pensionierung im Jahre 1993 inne. Als Solohornist wirkte er auch viele Jahre im Luzerner Festspielorchester. Er übte zudem eine intensive kammermusikalische Tätigkeit aus.
Schlund war nicht nur Instrumentalist, sondern auch Musikpädagoge. Während seiner Tonhalle-Zeit hatte er eine Professur für Horn am Konservatorium Zürich (später Hochschule für Musik und Theater Zürich, heute Zürcher Hochschule der Künste) inne und bildete mehrere bekannte Musiker aus. Zu seinen Schülern gehören die ehemaligen Tonhalle-Hornisten Matthias Kofmehl und Jakob Hefti. sowie der derzeitige Tonhalle-Hornist Karl Fässler.
Günther Schlund war verheiratet und hatte einen Sohn. Er lebte in Zürich-Wollishofen, Uetikon am See und Egliswil.

## Diskographie
- Das Schaffen Johann Sebastian Bachs: Serie K. Instrumentalkonzerte. In: Deezer
- Johann Sebastian Bach: 6 Brandenburgische Konzerte, Rudolf Baumgartner / Festival Strings Luzern, Archiv Produktion, 1960
- Joseph Haydn, Michael Haydn: Heitere Serenade, Kammermusik-Ensemble Zürich, Ex Libris, 1969
- Wolfgang Amadeus Mozart: Divertimento Nr.15 (14) «Zweite Lodronische Nachtmusik», KV 271H; 287; 271b, Kammermusik-Ensemble Zürich, 1969
- Wolfgang Amadeus Mozart: Don Giovanni – Bläserbearbeitung von Josef Triebensee (1772–1846), Zürcher Bläseroktett, Ex Libris, 1984
- Ludwig van Beethoven: Septett in Es-Dur, op. 20, Kammermusik-Ensemble Zürich, Ex Libris
- Franz Schubert: Oktett in F-Dur, op. 166, Kammermusik-Ensemble Zürich, Ex Libris
- Antonín Dvořák: Sinfonie Nr. 9 in E-moll, op. 95 «Aus der Neuen Welt», Tonhalle-Orchester Zürich, Rudolf Kempe, Ex Libris, 1971